# Horváth Gábor (humorista)
Horváth Gábor (Nyíregyháza, 1989. április 20. –) magyar humorista. 
A Stand up comedy Humortársulat tagja, a Showder Klub állandó fellépője.

## Élete
Nyíregyházán, ott nőtt fel. Az érettségi után a Budapesti Gazdasági Főiskolán folytatta tanulmányait, majd a Zsigmond Király Egyetemen végzett közgazdászként. A diploma megszerzése után is maradt a fővárosban, és a banki szférában dolgozik. Hobbija az utazás. 

## Humorista-karrier
2013 decemberében állt először színpadra a Stand Up Comedy Humortársulat nyitott mikrofon estjén, a társulat tagja lett még abban az évben. 2014-ben bemutatkozott a Rádiókabaréban. 2016-ban debütált az RTL Klub Showder Klub című műsorában, aminek azóta is állandó szereplője. A Váci utca bulldogja című önálló estjének premierje 2022. október 4-én volt Budapesten. Gyakran bankárhumoristaként emlegetik, főállásban napjainkban (2022) is a banki szférában dolgozik.